# Lingala
Lingala är ett bantuspråk som talas i nordvästra delen av Kongo-Kinshasa och en stor del av Kongo-Brazzaville, samt i någon mån i Angola och Centralafrikanska republiken. Det har över 30 miljoner talare. Det klassificeras som  C.36D enligt Malcolm Guthries system klassificering av bantuspråk, och C.40 enligt SILs system. Det är ett officiellt språk i Kongo-Brazzaville och Kongo-Kinshasa.

## Historia

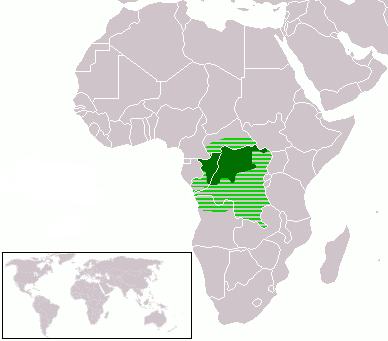
Geografisk fördelning av lingalatalare, som visar områden med modersmålstalare (mörkgrönt) och andra områden där språket används

Lingalas ursprung finns i bobangi, ett språk som talades längs Kongofloden mellan Lisala och Kinshasa. Bobangi fungerade som ett regionalt handelsspråk före Kongofristatens tillkomst. Under de 1800-talets två sista årtionden, efter att kung Leopold II av Belgien gynnade utforskning och besättning av området, blev bobangi mer allmänt använt. Språket lärdes och influerades av västerlänningarnas mellanhänder och tolkar, som hade förts till området från andra delar av Central- och Östafrika (till exempel Zanzibars, Komorernas och Tanganyikas inland). Den koloniala administrationen, som behövde ett gemensamt språk för området, började använda språket för missionsverksamhet och administrativ verksamhet. De kallade det bangala för att skilja det från det gamla bobangi. Vid sekelskiftet påbörjade missionärer från CICM ett projekt för att  'rena' språket och göra det till ett 'rent bantuspråk' igen. Under denna process ersattes termen bangala av lingala, genom att man lånade ett prefix från ett av grannspråken. Termen förekommer första gången i skrift i en publikation från CICM-missionären Egide De Boeck (1903).
Lingalas ordförråd har lånat in mycket från franskan. Det finns också en del inflytande från portugisiska, engelska och nederländska.

## Variationer
Lingala kan indelas i flera dialekter eller varieteter. De största anses vara standardlingala, talad lingala, Kinshasalingala och Brazzavillelingala.
Standardlingala (kallat lingala littéraire eller lingala classique på franska) används mestadels i utbildnings- och nyhetssändningar i radio och TV och i gudstjänster i katolska kyrkan och är det språk som lärs ut på alla utbildningsnivåer. Standardlingala är historiskt förknippat med den katolska kyrkans och missionärers arbete. Det har ett sjuvokalsystem [a, e, ɛ, i, o, ɔ, u] med en obligatorisk spänd-avspänd vokalharmoni. Det har också en full uppsättning morfologiska substantivprefix med obligatorisk grammatisk kongruens.
Talad lingala (som kallas lingala parlé på franska) är den variant som främst används i lingalaspråkigas vardag. Det har ett fullständigt morfologiskt substantivprefixsystem men kongruenssystemet är inte lika strikt som i standardvarieteten. Även talad lingala har sju vokaler men vokalharmonin är inte obligatorisk. Denna varietet är historiskt förknippad med protestantiska missionärers arbete. 
Kinshasalingala och Brazzavillelingala är dialekterna i huvudstäderna i de två Kongo. De är båda starkt influerade av andra bantuspråk liksom av franskan (båda ländernas officiella språk). De har båda många lånord från dessa språk, samt förenklad fonologi och grammatik.

## Ljudsystem

### Vokaler
|              | Främre | Bakre |
| ------------ | ------ | ----- |
| Slutna       | i      | u     |
| Mellanslutna | e      | o     |
| Mellanöppna  | ɛ      | ɔ     |
| Öppen        | a      |       |

| IPA | Exempel (IPA) | Exempel (stavning) | Betydelse   | Noter                                        |
| --- | ------------- | ------------------ | ----------- | -------------------------------------------- |
| i   | /lilála/      | lilála             | orange      |                                              |
| u   | /kulutu/      | kulutu             | äldsta barn |                                              |
| e   | /eloⁿɡi/      | elongi             | ansikte     |                                              |
| o   | /mobáli/      | mobáli             | maskulin    | uttalad något högre än o, realiseras som [o̝] |
| ɛ   | /lɛlɔ́/        | lɛlɔ́               | idag        |                                              |
| ɔ   | /ᵐbɔ́ⁿɡɔ/      | mbɔ́ngɔ             | pengar      |                                              |
| a   | /áwa/         | áwa                | här         |                                              |

#### Vokalharmoni
Lingalaord uppvisar i viss mån vokalharmoni. De mellanslutna vokalerna  /e/ och /o/ blandas normalt inte med de mellanöppna vokalerna /ɛ/ och /ɔ/ i ord. 

#### Vokalförändring
Den lingala som talas i Kinshasa uppvisar en vokalförändring från [ɔ] till [o], vilket gör att fonemet /ɔ/ försvinner till förmån för /o/, och samma sak med [ɛ] och [e], som sammanfaller till /e/. I Kinshasa uttalar alltså en infödd talare mbɔ́ tɛ som /mbóte/ istället för det mer traditionella uttalet /mbɔ́ tɛ/.

### Konsonanter
|                     | Bilabial | Bilabial | Labio- dental | Labio- dental | Alveolar | Alveolar | Post- alveolar | Post- alveolar | Palatal | Palatal | Velar | Velar |
| ------------------- | -------- | -------- | ------------- | ------------- | -------- | -------- | -------------- | -------------- | ------- | ------- | ----- | ----- |
| Klusil              | p        | b        |               |               | t        | d        |                |                |         |         | k     | ɡ     |
| Nasal               | m        | m        |               |               | n        | n        |                |                | ɲ       | ɲ       |       |       |
| Frikativa           |          |          | f             | v             | s        | z        | ʃ              | (ʒ)            |         |         |       |       |
| Approximant         |          |          |               |               |          |          |                |                | j       | j       |       |       |
| Lateral approximant |          |          |               |               | l        | l        |                |                |         |         |       |       |

| IPA    | Exempel (IPA) | Exempel (stavning) | Betydelse   |
| ------ | ------------- | ------------------ | ----------- |
| p      | /napési/      | napésí             | jag ger     |
| ᵐp     | /ᵐpɛᵐbɛ́ni/    | mpɛmbɛ́ni           | nära        |
| b      | /bolingo/     | bolingo            | kärlek      |
| ᵐb     | /ᵐbɛlí/       | mbɛlí              | kniv        |
| t      | /litéya/      | litéya             | lektion     |
| ⁿt     | /ⁿtɔ́ⁿgɔ́/      | ntɔ́ngó             | gryning     |
| d      | /daidai/      | daidai             | klibbig     |
| ⁿd     | /ⁿdeko/       | ndeko              | bror        |
| k      | /mokɔlɔ/      | mokɔlɔ             | dag         |
| ᵑk     | /ᵑkóló/       | nkóló              | ägare       |
| ɡ      | /ɡalamɛ́lɛ/    | galamɛ́lɛ           | grammatik   |
| ᵑɡ     | /ᵑɡáí/        | ngáí               | jag, mig    |
| m      | /mamá/        | mamá               | mor         |
| n      | /bojini/      | boyini             | hat         |
| ɲ      | /ɲama/        | nyama              | djur        |
| f      | /fɔtɔ́/        | fɔtɔ́               | fotografi   |
| v      | /veló/        | veló               | cykel       |
| s      | /sɔ̂lɔ/        | sɔ̂lɔ               | sannerligen |
| ⁿs     | /ɲɔ́ⁿsɔ/       | nyɔ́nsɔ             | alla        |
| z      | /zɛ́lɔ/        | zɛ́lɔ               | sand        |
| ⁿz (1) | /ⁿzáᵐbe/      | nzámbe             | gud         |
| ʃ      | /ʃakú/        | cakú eller shakú   | grå jako    |
| l      | /ɔ́lɔ/         | ɔ́lɔ                | guld        |
| j      | /jé/          | yé                 | honom       |
| w      | /wápi/        | wápi               | var         |

(1) [ⁿʒ] är allofonisk med [ʒ] beroende på dialekt

#### Prenasaliserade konsonanter
Prenasaliserade klusiler, som bildas av en nasal följd av en tonlös klusil, är allofoner till de tonlösa klusilerna i vissa varianter av lingala.
- /ᵐp/: [ᵐp] eller [p]
till exempel: mpɛmbɛ́ni uttalas [ᵐpɛᵐbɛ́ni] men i några varieteter  [pɛᵐbɛ́ni]
- /ⁿt/: [ⁿt] eller [t]
till exempel: ntɔ́ngó uttalas ⁿtɔ́ⁿgó men i några varieteter  [tɔ́ⁿgó]
- /ᵑk/: [ᵑk] eller [k]
till exempel: nkanya (gaffel) uttalas [ᵑkaɲa] men i några varieteter  [kaɲa]
- /ⁿs/: [ⁿs] eller [s] (inuti ett ord)
till exempel: nyɔnsɔ uttalas [ɲɔ́ⁿsɔ] men i några varieteter [ɲɔ́sɔ]

De prenasaliserade tonande ocklusiverna, /ᵐb/, /ⁿd/, /ᵑɡ/, /ⁿz/ varierar inte.

### Toner
Lingala är ett tonspråk, där ton är särskiljande mellan minimala par, som: moto (människa) och motó (huvud), eller kokoma (att skriva) och kokóma (att anländat). Det finns två möjliga toner, det normala är låg och den andra är hög. 

#### Tonmorfologi
Tempusmorfem har toner.
- koma (komL-a : skriva) blir i böjda former
  - enkel presens L-aL :
nakoma naL-komL-aL (jag skriver)
  - konjunktiv H-aL :
nákoma naH-komL-aL (jag skulle skriva)
  - presens:
nakomí naL-komL-iH (jag har skrivit)

## Grammatik

### Substantivklassystem
Liksom alla bantuspråk har lingala ett substantivklassystem, där substantiv klassificeras efter det prefix de har och de prefix de åstadkommer i satser. Tabellen nedan visar lingalas substantivklasser, ordnade enligt det numreringssystem som är allmänt använt i beskrivningar av bantuspråk. 
| klass | prefix | exempel | översättning        |
| ----- | ------ | ------- | ------------------- |
| 1     | mo     | mopési  | tjänare             |
| 2     | ba     | bapési  | tjänare (plural)    |
| 3     | mo     | mukíla  | svans               |
| 4     | mi     | mikíla  | svansar             |
| 5     | li     | liloba  | ord                 |
| 6     | ma     | maloba  | ord (plural)        |
| 7     | e      | elokó   | burk, stenflaska    |
| 8     | bi     | bilokó  | burkar, stenflaskor |
| 9     | N      | ntaba   | får                 |
| 10    | N      | ntaba   | får (plural)        |
| 9a    | Ø      | sánzá   | måne                |
| 10a   | Ø      | sánzá   | månar               |
| 11    | lo     | lolemo  | tunga               |
| 14    | bo     | bosoto  | smuts               |
| 15    | ko     | kotála  | att besöka          |

Enskilda klasser paras ihop med varandra och bildar singular/plural-par, som ibland kallas 'genus'. Det finns totalt sju genus. Singularklasserna 1, 3, 5, 7 och 9 tar sina pluralformer från klasserna 2, 4, 6, 8, respektive 10. Dessutom tar många hushållsföremål som återfinns i klass 9 ett klass 2-prefix (ba) i plural: lutu > balutu 'sked', mesa > bamesa 'bord', sani > basani 'tallrik'. Ord i klass 11 tar vanligen plural i klass 10. De flesta ord från klass 14 (abstrakta substantiv) har ingen motsvarighet i plural.
Klass 9 och 10 har ett nasalprefix, som assimileras till följande konsonant. Därmed visar sig prefixet som 'n' på ord som börjar med t eller d, men som 'm' på ord som börjar med b eller p. Det finns också en prefixlös klass 9a och 10a, exemplifierad av sánzá > sánzá 'måne/månar eller månad(er)'. Möjliga tvetydigheter löses av sammanhanget. 
Substantivklassprefix visar sig inte bara på själva substantivet, utan fungerar som markörer genom hela satsen. I satsen nedan är klassprefixen understrukna. (Det finns en särskild verbal form 'a' av prefixet för klass 1-substantiv.)
- molakisi molai yango abiki (CL1.lärare CL1.lång den CL1:tillfrisknade) Den långa läraren tillfrisknade

Substantivklasstillhörighet är endast delvis styrd av semantik. Klasserna 1/2 innehåller, som i alla bantuspråk, främst ord för människor, och på samma sätt innehåller klasserna 9/10 många ord för djur. I andra klasser är semantiska regelbundenheter oftast frånvarande eller döljs av många undantag.

### Verbböjningar och morfologi

#### Verbutvidgningar
Det finns 4 morfem som modifierar verb. De läggs till någon verbrot i följande ordning :
1. Reversiv (-ol-)
till exempel : kozinga att inveckla och kozingola att utveckla
2. Kausativ (-is-)
till exempel : koyéba att veta och koyébisa att informera
3. Passiv (-am-)
till exempel : koboma att döda och kobomama att bli dödad
4. Applikativ (-el-)
till exempel : kobíka att läka (själv), att rädda (själv) och kobíkela att hela (någon annan), att rädda (någon)
5. Reciprok eller stationär (-an-, ibland -en-)
till exempel : kokúta att hitta och kokútana att möta

#### Tempusböjningar
Det första tonsegmentet påverkar subjektsdelen av verbet, det andra tonsegmentet fogas till det semantiska morfem som är fogat till verbroten. 
- presens perfekt (LH-í)
- enkel present (LL-a)
- återkommande presens (LL-aka)
- odefinierad nära dåtid (LH-ákí)
- odefinierad avlägsen dåtid (LH-áká)
- futurum (L-ko-L-a)
- konjunktiv (HL-a)

## Skrift
Lingala är mer ett talat språk än ett skrivet språk, och har flera olika skriftsystem. De flesta av skriftsystemen är ad hoc.
På grund av den låga skrivkunnigheten bland lingalatalare i skriven lingala (i Kongo-Brazzaville) är skrivkunnighetsnivån i lingala som förstaspråk mellan 10% och 30%), är ortografin mycket flexibel och varierar från ett Kongo till det andra. 
Vissa ortografier är starkt influerade av franskans stavning, och använder exempelvis dubbla S, "ss", för att transkribera [s] (i Kongo-Brazzaville); "ou" för [u] (i Kongo-Brazzaville); I med trema, "aï", för att transkribera [áí] eller [aí]; E med akut accent, "é", för att transkribera [e]; "e" för att transkribera [ɛ], O med akut accent, ó, för att transkribera [ɔ] eller ibland [o] i motsats till o som transkription för  [o] eller [ɔ]; I eller Y kan båda stå för [j]. Allofonerna finns också som alternerande former i den folkliga ortografin; "sango" är ett alternativ till nsango (information); "nyonso", "nyoso", "nionso", "nioso" är alla transkriptioner av nyɔ́nsɔ.
1976 antog Société Zaïroise des Linguistes (Zairiska lingvistsällskapet) en skrift för lingala, där man använder öppet e (ɛ) och öppet o (ɔ) för att skriva vokalerna [ɛ] och [ɔ], och sporadisk användning av accenter för att markera ton.
På grund av tekniska begränsningar används inte stavningen med ɛ och ɔ och accenterna i så stor utsträckning. 

### Alfabet
Lingala har 35 bokstäver och digraf. Varje digraf har en specifik ordning i alfabetet, och exempelvis kommer "mza" före "mba", eftersom digrafen "mb" kommer efter bokstaven "m". Bokstäverna "r" och "h" är ovanliga men finns i lånord. 
Accenter anger tonerna :
- ingen accent för standardton, låg ton
- akut accent för hög ton
- cirkumflex för sjunkande ton
- hake för stigande ton

|    |    | Varianter | Exempel                       |
| -- | -- | --------- | ----------------------------- |
| a  | A  | á â ǎ     | nyama, matáta, sâmbóle, libwǎ |
| b  | B  |           | bísó                          |
| c  | C  |           | ciluba                        |
| d  | D  |           | madɛ́su                        |
| e  | E  | é ê ě     | komeka, mésa, kobênga         |
| ɛ  | Ɛ  | ɛ́ ɛ̂ ɛ̌     | lɛlɔ́, lɛ́ki, tɛ̂                |
| f  | F  |           | lifúta                        |
| g  | G  |           | kogánga                       |
| gb | Gb |           | gbagba                        |
| h  | H  |           | bohlu (bohrium)               |
| i  | I  | í î ǐ     | wápi, zíko, tî, esǐ           |
| k  | K  |           | kokoma                        |
| l  | L  |           | kolála                        |
| m  | M  |           | kokóma                        |
| mb | Mb |           | kolámba                       |
| mp | Mp |           | límpa                         |
| n  | N  |           | líno                          |
| nd | Nd |           | ndeko                         |
| ng | Ng |           | ndéngé                        |
| nk | Nk |           | nkámá                         |
| ns | Ns |           | nsɔ́mi                         |
| nt | Nt |           | ntaba                         |
| ny | Ny |           | nyama                         |
| nz | Nz |           | nzala                         |
| o  | o  | ó ô ǒ     | moto, sóngóló, sékô           |
| ɔ  | Ɔ  | ɔ́ ɔ̂ ɔ̌     | sɔsɔ, yɔ́, sɔ̂lɔ, tɔ̌            |
| p  | p  |           | pɛnɛpɛnɛ                      |
| r  | R  |           | malaríya                      |
| s  | S  |           | kopésa                        |
| t  | T  |           | tatá                          |
| u  | U  | ú         | butú, koúma                   |
| v  | V  |           | kovánda                       |
| w  | W  |           | káwa                          |
| y  | Y  |           | koyéba                        |
| z  | Z  |           | kozala                        |

### Källförteckning
- Edama, Atibakwa Baboya (1994) Dictionnaire bangála - français - lingála. Agence de Coopération Culturelle et Technique SÉPIA.
- Etsio, Edouard (2003) Parlons lingala / Tobola lingala. Paris: L'Harmattan. ISBN 2-7475-3931-8
- Bokamba, Eyamba George et Bokamba, Molingo Virginie. Tósolola Na Lingála: Let's Speak Lingala (Let's Speak Series). National African Language Resource Center (May 30, 2005) ISBN 0-9679587-5-X
- Guthrie, Malcolm & Carrington, John F. (1988) Lingala: grammar and dictionary: English-Lingala, Lingala-English. London: Baptist Missionary Society.
- Meeuwis, Michael (1998) Lingala. (Languages of the world vol. 261). München: LINCOM Europa. ISBN 3-89586-595-8
- Samarin, William J. (1990) 'The origins of Kituba and Lingala', Journal of African Languages and Linguistics, 12, 47-77.
- Bwantsa-Kafungu, J'apprends le lingala tout seul en trois mois'. Centre de recherche pédagogique, Centre Linguistique Théorique et Appliquée, Kinshasa 1982.